# 魚蹦興業
魚蹦興業，台灣的漫才表演團體，成立於2008年8月，號稱是台灣第一個以日式漫才為主要表演型態的團體，最初期望朝日本知名、以搞笑藝人為主的娛樂公司「吉本興業」方向發展，不過後期由於陸續發生團員出走、內鬨的消息，最終在2019年5月底宣告解散。
解散後由原團長張孟豪為首的部分團員以「地澤臨文化娛樂」為名持續經營，但仍無法阻止原本的頹勢，最終在2020年後逐漸沉寂。

## 劇團介紹
魚蹦興業是台灣第一個以日式漫才的表演型態進行售票演出的團體，成立於2008年8月。由林于竝與張惡魔等共同創立，以「魚蹦」兩字命名，希望劇團的演出型式能「一鳴驚人」，就像魚蹦出水面一樣令人驚艷；「興業」兩字則是因為非常欣賞日本的「吉本興業」旗下搞笑藝人，也期盼有朝一日，魚蹦興業能成為「台灣的吉本興業」。
魚蹦興業以日式漫才融合在地文化做發想。主要為兩人為一組，一個吐槽、一個裝傻，在一搭一唱之間搭建起搞笑的段子。表演形式雖然類似傳統的相聲，但是不刻意講求字正腔圓，節奏明快精確，搞笑題材來自生活，在吐槽與裝傻的搭建之下，笑點密集快速，讓觀眾經歷前所未有的笑感體驗。除了漫才表演之外，還衍生出「短劇」以及「搞笑歌舞劇」等新型態的搞笑表演。創造出更年輕，更快速，更無厘頭式的搞笑形式。

## 年度歷史
2019年 走過11年，無預警解散
魚蹦興業成立11年，然而2017年卻與行銷公司爆出法律糾紛，更突然宣布解散公告，而面對網友詢問解散原因，魚蹦興業的團長「張惡魔」則強調會解散跟這次的案件沒有關係，「是被自己人暗箭所傷才出此下策」，最終仍沒有明確說明，讓外界霧裡看花。
2017年 改變步調，持續蛻變
2017年2月《情人暖暖包》結束後，魚蹦興業暫停春季演出做調整。從創團以來不斷的努力、調整與精進，終於走到第九年。讓大家短暫休息，重新檢視自己，為未來的路繼續打拚，蓄勢待發。
2016年 擴大漫才版圖，前往不同城市
2016年1月前往高雄市、5月前往大陸南寧、11月前往台中、12月在臺南今日戲院完成該年最後一檔演出。邁出台北市，和不同地區的觀眾互動，讓漫才被更多的人知道、看到、現場感受到。
2015年 從漫才表演發展成漫才劇
2015年12月，參與臺北西門紅樓「玩藝劇場」，自製魚蹦興業第一部大型「漫才劇」-《搞笑大丈夫》，一個關於莫忘初衷、用熱情支撐夢想、關於魚蹦興業的故事。全臺巡演，觀眾人數4000人次，並獲得「好哭又好笑」之高度評價。
2014年 精華重現
2014年8月，於台北新光三越百貨公司A11爆米花輕鬆劇場連演2周15場的《魚蹦笑本部》，集結了2014年上半年度的精華段與創新內容，並且首次與觀眾互動，由觀眾寫下一句經典台詞，演員即興演出，大獲好評，觀眾人數累積3000人次。
2012年 自製定目劇，「魚蹦頻道」場場爆滿
2012年7月，魚蹦興業嘗試「定目劇」，重新編製2012上半年精華演出，並搭配一段全新短劇，推出劇場作品「魚蹦頻道」。該作品於慕哲咖啡館演出一個月共22場演出，場場爆滿，造成一票難求，觀眾人數累積1980人次。
2011年 第四屆臺北藝穗節「永真藝穗獎」
除了每月在Comedy Club定期演出之外，魚蹦興業也於每年進行1-2次的劇場特映版的作品演出。劇場特映版製作的複雜度，精緻度及製作費皆較Comedy Club例演作品高，因此多於台灣各個年度藝術節演出。例如2008年於牯嶺街小劇場的「黑白切」，2009年關渡藝術節－魚蹦「JOY」趣味、2010年於牯嶺街小劇場的「笑場」，2011年於紅樓劇場的「過季尾牙」以及臺北藝穗節演出的「魚蹦中學」與「魚蹦Family」。同時，魚蹦興業不斷受邀於各個年度藝術節演出，包括高雄正港小劇展、嘉義見花開劇展、臺北藝穗節…等。演出佳評如潮，2011年於臺北藝穗節演出的「魚蹦中學」更獲得「永真藝穗獎」。
2008年 Comedy Club 人氣演出團體
2008年的第一場公開演出在Comedy Club(卡米地俱樂部)，在台上演員比台下觀眾多的情況之下，魚蹦興業決定每月固定推出搞笑劇場，藉由演出不斷累積經驗，觀眾反應也日益升高，讓魚蹦興業成為一票難求的漫才搞笑團體，每月演出場場爆滿，臉書粉絲團人數破六萬以上，成為Comedy Club最具人氣演出團體。

## 成員
以下包含已經離團者。

### 團長
- 惡魔 － 張孟豪[5]

（1983年10月15日—）天秤座，台北藝術大學戲劇系畢業，2008年成立魚蹦興業，同時為創團團長，同年推出第一個作品《黑白切》，漫才演員，電影電視／舞台劇演員、活動／記者會主持。

### 團員
以下團員依筆畫順序列出：
- 夏大寶－ 夏經倫

（英文名：Dabow Hsia，1984年10月12日—）暱稱大寶，台北市內湖區人。畢業於國立台北藝術大學戲劇系，現為漫才師、搞笑藝人、演員。魚蹦興業與搞笑者們創始成員。出演《噬罪者》入圍第55屆金鐘獎最具潛力新人獎。
- 阿氓 － 賴宥杋

喜愛唱歌，勇於展現自我的阿氓，美麗、活潑、口才一流，全身充滿幹勁，天生優勢加上後天努力，想必不久的將來會成為漫才界的小天后。
- 哈姆 － 林宇辰

哈姆的穩重與認真，讓他在漫才的路上，走出屬於自己的風格。早於兩年前加入魚蹦興業，礙於兵役，先去效忠國家。近期重返漫才圈，野心勃勃的他，勤奮學習，不怕失敗，總有一天會成為無人取代的漫才高手
- 冠頭（冠冠） － 吳冠廷

活潑、積極、不怕生的冠頭，與菜頭為團體「菜冠雙頭」。即將畢業於華岡藝校的他，是多場活動主持人，也參與學校大大小小的製作，經驗豐富。
現與菜頭 － 蔡承儒組成漫才團體「菜冠雙頭」。
- 喬瑟夫 － 簡慕槐

喬瑟夫ChillSeph（排灣語：Kui ；1990年7月29日—），漢名簡慕槐，排灣族人，台灣單口喜劇演員，以原住民身份表演相關主題的脫口秀，將歧視原住民的議題，以諷刺喜劇的形式，融入表演而爆紅；現在為薩泰爾娛樂的成員之一。
- 軒軒 － 傅子軒

曾參與2013青藝盟南區熱血青春劇場工作坊，具有劇場演出經驗。175公分的他，是個熱愛健身的熱血男子，曾經練成八塊腹肌（已不復在）。不畏懼觀眾，善於炒熱氣氛，只要給他舞臺，他就會盡情發揮，不到你笑、絕不停口。
- 菁菁 － 廖菁菁

臺灣藝術大學戲劇系，清秀亮麗的外表，總是帶著甜甜的微笑及可愛的小酒窩。勇於嘗試、突破自我，在小小的身體中展現無限的可能。
- 菜頭 － 蔡承儒

幽默、反應快、滿腦子鬼點子的菜頭，即將進入文化大學國劇系的他，擅長特殊口技，期待多磨練身體，讓自己十項全能。
現與冠頭（冠冠）－吳冠廷組成漫才團體「菜冠雙頭」。

### 友情客串
葛西健二
- 經歷：日本籍搞笑藝人，從街頭藝人開始磨練搞笑功力，演藝經歷超過10年，活躍於電視、電影、廣告界。
- 在 2013 年拾月號《新生宿舍》的《賣藝兄妹》段子中，客串擔任找碴吐槽角色。

惟毅
- 經歷：愛玩愛笑愛冒險的新生代偶像，對任何表演具有高度熱忱，這次把冒險精神搬到現場戲劇表演。
- 在 2013 年拾月號《新生宿舍》的《校園美食榜》和 2014 年捌月號《魚蹦笑本部》的《試鏡大公開之臨演崛起》段子中，客串擔任找碴吐槽角色。

薛仕凌（綽號：MC40）
- 經歷：嘻哈團體大嘴巴成員之一， 身兼大嘴巴饒舌及歌詞創作，中學時期在加拿大溫哥華念書，大學時返回台灣輔仁大學就讀。
- 在 2014 年捌月號《魚蹦笑本部》的《試鏡大公開之臨演崛起》段子中，客串擔任找碴吐槽角色。

## 演出歷史

### 劇團表演
2008年份
- 2008/08 魚蹦興業《黑白切》in牯嶺街
- 2008/11 魚蹦興業《魚蹦興業Comedy Club第一彈》
- 2008/12 魚蹦興業《魚目不轉睛迴轉搞笑大爆走》

2009年份
- 2009/02 魚蹦興業《魚蹦興業情人節show》
- 2009/03 魚蹦興業《青年們，硬起來！》
- 2009/04 魚蹦興業《大學生GO了沒？》
- 2009/05 魚蹦興業《伍月號》
- 2009/06 魚蹦興業《陸月號》
- 2009/07 魚蹦興業《柒月號》
- 2009/07 魚蹦興業《Fun'ing Roomates》in The Room
- 2009/08 魚蹦興業《魚蹦戰隊》
- 2009/09 魚蹦興業《笑的大逃殺》
- 2009/10 關渡藝術節《魚蹦「JOY」趣味》
- 2009/11 魚蹦興業《Sweet November》
- 2009/12 魚蹦興業《橘色警戒》

2010年份
- 2010/01 魚蹦興業《魚蹦笑力公司》
- 2010/02 魚蹦興業《道德經》
- 2010/03 魚蹦興業《We are the world》
- 2010/04 魚蹦興業《那一年的青澀時光》
- 2010/05 魚蹦興業《民以時為天》
- 2010/07 魚蹦興業劇場特映《笑場》in牯嶺街
- 2010/08 魚蹦興業《仲夏夜》
- 2010/09 第三屆台北藝穗節《魚蹦興業新漫才搞笑之夜》
- 2010/10 長庚大學《笑場》邀演
- 2010/10 建國科技大學《新漫才經典版》
- 2010/11 陽明大學《那一年的青澀時光》
- 2010/11 魚蹦興業《感恩結》
- 2010/12 魚蹦興業《噎蛋節快樂》

2011年份
- 2011/01 魚蹦興業《百年好合》
- 2011/02 魚蹦興業《魚公講古》
- 2011/03 魚蹦興業劇場特映《過季尾牙聯歡晚會》
- 2011/04 魚蹦興業《魚蹦孩子王》
- 2011/05 魚蹦興業《魚蹦伯爆肝丸》
- 2011/06 魚蹦興業《魚蹦漫才懶人包》
- 2011/07 魚蹦興業《夏夜晚瘋》
- 2011/08 魚蹦興業《小鬼當家》
- 2011/09 第四屆台北藝穗節《魚蹦中學》
- 2011/10 台大藝文中心雅頌坊《魚蹦中學》邀演
- 2011/10 魚蹦興業《天方夜譚》
- 2011/11 高雄正港小劇展《魚蹦中學》
- 2011/11 魚蹦興業《Yubon's Eleven》
- 2011/12 魚蹦興業《魚蹦禁忌場》

2012年份
- 2012/01 魚蹦興業《魚蹦小百科》
- 2012/02 魚蹦興業《人生如戲》
- 2012/03 魚蹦興業《魚蹦運動會》
- 2012/04 魚蹦興業《魚蹦背包客》
- 2012/05 清華大學《魚蹦中學》邀演
- 2012/05 魚蹦興業《魚蹦徵信社》
- 2012/06 魚蹦興業《魚蹦安親班》
- 2012/07 魚蹦興業《魚蹦頻道》
- 2012/08 苗北藝文中心演出《魚蹦頻道》
- 2012/09 第五屆臺北藝穗節《魚蹦Family》
- 2012/10 嘉義見花開劇展《魚蹦中學》
- 2012/11 第三屆高雄正港小劇展《魚蹦頻道》

2013年份
- 2013/04 嘉義大學《魚蹦補習班》邀演
- 2013/04 魚蹦興業《魚蹦補習班》
- 2013/05 魚蹦興業《超級新人王》
- 2013/06 魚蹦興業 台中市立大墩文化中心《超級新人王》
- 2013/07 魚蹦興業《魚蹦夏一跳》
- 2013/10 魚蹦興業《新生宿舍》
- 2013/11 華山藝術生活節
- 2013/11 台中葫蘆墩文化中心《新生宿舍》
- 2013/11 基隆2013東北角藝術節《超級新人王》
- 2013/11 魚蹦興業《魚蹦笑福袋》
- 2013/11 弘光科技大學《新生宿舍》邀演
- 2013/12 魚蹦興業《同樂會》

2014年份
- 2014/01 苗北有囍‧笑嘻嘻系列《超級新人王》
- 2014/01 新竹縣文化局演藝廳《超級新人王》
- 2014/01 第四屆高雄正港小劇展《超級新人王》
- 2014/04 魚蹦興業  《魚蹦上菜》
- 2014/06 台中市立大墩文化中心《魚蹦上菜》
- 2014/06 魚蹦興業  《玩笑俱樂部》
- 2014/08 爆米花輕鬆劇場《魚蹦笑本部》
- 2014/09 《搞笑者們》
- 2014/10 台中市立大墩文化中心《玩笑俱樂部》
- 2014/10 基隆2014東北角藝術節《魚蹦上菜》
- 2014/11 台南新營藝術季《魚蹦笑本部》
- 2014/12 魚蹦興業《當我們「搞」在一起(笑)》

2015年份
- 2015/01 高雄文化中心至善廳《魚蹦笑本部》
- 2015/02 台中市立大墩文化中心《玩笑俱樂部》
- 2015/02 魚蹦興業  《年年有魚蹦》
- 2015/04 魚蹦興業  《國民小學笑》
- 2015/04 《搞笑者們2.0》-騙笑耶
- 2015/06 台中Legacy-漫才之夜 (6月至10月)
- 2015/08 魚蹦興業《魚是我們在一起》
- 2015/09 《搞笑者們2.0》-騙笑耶加演場
- 2015/10 魚蹦興業《冒險王》
- 2015/12 東吳大學《魚是我們在一起》
- 2015/12 魚蹦興業《搞笑大丈夫》西門紅樓 玩藝劇場

2016年份
- 2016/01    魚蹦興業《搞笑大丈夫》高雄市文化中心 至善廳
- 2016/01    魚蹦興業《搞笑大丈夫》新北藝文中心
- 2016/03    魚蹦興業《魚蹦小教室》
- 2016/04    《搞笑者們 3.0》-我的搞笑時代
- 2016/05    魚蹦興業《蹦蹦占卜屋》
- 2016/05    大陸南寧《魚蹦逗比笑》
- 2016/06    東吳大學《我的校園時代》
- 2016/08    魚蹦興業《魚是我們在一起》閃光版
- 2016/08    魚蹦興業《笑的魔門》
- 2016/10    魚蹦興業《蹦蹦占卜屋》高雄市文化中心 至善廳
- 2016/11    魚蹦興業《魚蹦小教室》臺中屯區藝術節
- 2016/12    魚蹦興業《魚是我們在府城》臺南今日戲院

2017年份
- 2017/02    魚蹦興業《情人暖暖包》
- 2017/03    《大港開唱》開場主持
- 2017/04    《搞笑者們4.0》
- 2017/07    魚蹦興業《養身之道之笑到病除》
- 2017/08    2017臺北藝穗節《我們在M型社會的這裡》
- 2017/09    2017臺北藝穗節《漫才新秀爭霸戰》

### 例行演出
| 表演日期                           | 表演主題                     | 演出地點           | 劇情與組合 |
| ---------------------------------- | ---------------------------- | ------------------ | --- |
| 2013 肆月號（04/26 - 04/28）       | 《魚蹦補習班》               | 倉庫藝文空間       | 《甜甜駕訓班》/ Center Center － 表演者：阿肯、小甜 《補習就在你家》/ 舞力舞WOW － 表演者：耿賢、董軒 《傳單爭霸戰》/ 魚蹦劇場 － 表演者：小甜、大寶、阿肯 《照相館》/ Soft Punch － 表演者：小陳、惟量 《寶哥老師》/ D&D － 表演者：惡魔、大寶 《補習班主任》/ Soft Punch － 表演者：小陳、惟量、喬瑟夫 《明星藝能學員》/ 魚蹦劇場 － 表演者：阿肯、惡魔、凱文                                                                                               |
| 2013 伍月號（05/24 - 05/26）       | 《超級新人王》               | 西門紅樓二樓劇場   | 《迎新晚會》/ Center Center － 表演者：阿肯、小甜 《新鮮求職感》/ 發情海棉 － 表演者：發發、棉棉 《菜鳥刑警成功之道》/ 魚蹦劇場 － 表演者：小陳、喬瑟夫、惡魔 《海選大揭密》/ 舞力舞WOW － 表演者：耿賢、董軒 《吧檯職人》/ Soft Punch － 表演者：小陳、惟量 《婚紗攝影ING》/ 魚蹦劇場 － 表演者：小甜、阿肯、凱文、發發 《魚蹦新鮮人》/ D&D － 表演者：惡魔、大寶 《荒島求生計》/ 魚蹦劇場 － 表演者：大寶、惟量、阿肯、喬瑟夫、惡魔、董軒                   |
| 2013 柒月號（07/26 - 07/28）       | 《魚蹦夏一跳》               | 西門紅樓二樓劇場   | 《夏日約會趣》/ Center Center － 表演者：阿肯、小甜 《發情海灘》/ 發情海棉 － 表演者：發發、棉棉 《歡樂旅行社》/ 魚蹦劇場 － 表演者：小陳、惟量、喬瑟夫 《遊戲高手》/ 舞力舞WOW － 表演者：耿賢、董軒 《冷氣達人》/ Soft Punch － 表演者：小陳、惟量 《妖怪夏夏叫》/ 魚蹦劇場 － 表演者：小甜、耿賢、凱文、發發 《夏日電影院》/ D&D － 表演者：惡魔、大寶 《暑訓爭霸站》/ 魚蹦劇場 － 表演者：大寶、阿肯、惡魔、惟量、喬瑟夫、凱文                            |
| 2013 拾月號（10/25 - 10/27）       | 《新生宿舍》                 | 西門紅樓二樓劇場   | 《室友難尋》/ 舞力舞WOW － 表演者：耿賢、董軒 《烏龍診所》/ 魚蹦劇場 － 表演者：小甜、耿賢、惡魔、發發 《全能租屋王》/ Soft Punch － 表演者：小陳、惟量 《新生大哉問》/ 發情海棉 － 表演者：發發、棉棉 《賣藝兄妹》/ 魚蹦劇場 － 表演者：小甜、大寶、葛西健二 《校園美食榜》/ 魚蹦劇場 － 表演者：惟量、惟毅、董軒 《Party Man》/ D&D － 表演者：惡魔、大寶 《宿舍疑雲之我的雞湯》/ 魚蹦劇場 － 表演者：小陳、大寶、惟量、凱文、喬瑟夫、惡魔                  |
| 2013 拾壹月號（11/22 - 11/24）     | 《魚蹦笑福袋》               | 台北威斯汀六福皇宮 | 《遊戲高手》/ 舞力舞WOW － 表演者：耿賢、董軒 《補習班主任》/ 魚蹦劇場 － 表演者：小陳、惟量、喬瑟夫 《婚紗攝影 ING》/ 魚蹦劇場 － 表演者：小K、小甜、凱文、發發 《吧檯職人》/ Soft Punch － 表演者：小陳、惟量 《Party Man》/ D&D － 表演者：惡魔、大寶 《新手黑道》/ 魚蹦劇場 － 表演者：耿賢、惟量、凱文、發發、董軒 |
| 2013 拾貳月號（12/20 - 12/22）     | 《同樂會》                   | 西門紅樓二樓劇場   | 《超完美搭檔》/ 舞力舞WOW － 表演者：耿賢、董軒 《冬季暖呼呼》/ 發情海棉 － 表演者：發發、棉棉 《生活芝麻事》 《羅密歐求婚事務所》/ 魚蹦劇場 － 表演者：惡魔、發發、惟量、喬瑟夫、董軒 《魚蹦笑議院》上半場 《武俠外掛傳》/ 舞力舞WOW － 表演者：耿賢、董軒 《猩球帝國》/ Soft Punch － 表演者：小陳、惟量 《Let's party!》/ D&D － 表演者：惡魔、大寶 《14種跨年的方式》 《魚蹦戰隊》/ 魚蹦劇場 － 表演者：小陳、惡魔、小甜、大寶、小K 《魚蹦笑議院》下半場  |
| 2014 肆月號（04/04 - 04/06）       | 《魚蹦上菜》                 | 西門紅樓二樓劇場   | 《減肥必勝班》 / 舞力舞WOW － 表演者：耿賢、董軒 《睡眠大師》 / 魚蹦劇場 － 表演者：小K、大寶、惡魔 《美食鑑賞家》 / 不分區女孩 － 表演者：小甜、喜餅 《第一次搭訕就上手》 / Soft Punch － 表演者：小陳、惟量 《王牌銷售員》 / 舞力舞WOW － 表演者：耿賢、董軒 《面試大考驗》 / 魚蹦劇場 － 表演者：小陳、惟量、喬瑟夫 《全能住宅改造王》 / D&D － 表演者：大寶、惡魔 《愛神滿人間》 / 魚蹦劇場－ 表演者：小K、小甜、耿賢、惟量、董軒                         |
| 2014 陸月號（06/20 - 06/22）       | 《玩笑俱樂部》               | 西門紅樓二樓劇場   | 《夢想全壘打》 / 舞力舞WOW － 表演者：耿賢、董軒 《親近大自然法則》 / 不分區女孩 － 表演者：小甜、喜餅 《小王子歷險記》 / 魚蹦劇場－ 表演者：小K(廣播劇) 《Running Man》 / Soft Punch － 表演者：小陳、惟量 《High High人生》 / D&D － 表演者：大寶、惡魔 《吐槽基礎班》 / Double Power － 表演者：小陳、董軒 《一起搖滾吧》 / 魚蹦劇場－ 表演者：大寶、惡魔、惟量、喬瑟夫                                                                                    |
| 2014 捌月號（08/20 - 08/31）       | 《魚蹦笑本部》               | 爆米花輕鬆劇場     | 《超完美搭檔》 / 舞力舞WOW － 表演者：耿賢、董軒 《面試大考驗》 / 魚蹦劇場 － 表演者：惟量、惟毅、喬瑟夫 《拍拖不囉嗦》 / 不分區女孩 － 表演者：小甜、喜餅 《Running Man》 / Fun City － 表演者：惡魔、惟量 《運動會不會》 / 舞力舞WOW － 表演者：耿賢、董軒 《Double Date》 / 魚蹦劇場 － 表演者：惡魔、喬瑟夫、小甜、喜餅 《分手專家》 / D&D － 表演者：大寶、惡魔 《試鏡大公開之臨演崛起》 / 魚蹦劇場 － 表演者：惡魔、大寶、惟量、董軒、神秘嘉賓 - 薛仕凌 |
| 2014 拾貳月號（12/19 - 12/21）     | 《當我們「搞」在一起「笑」》 | 西門紅樓二樓劇場   | 《為人師婊》 / 舞力舞WOW － 表演者：耿賢、董軒 《極短劇 - 家庭教育》 / 魚蹦劇場 《婚前婚後》 / 魚蹦劇場 － 表演者：惡魔、董軒、惟量、喬瑟夫 《A+電影》 / Fun City － 表演者：惡魔、惟量 《獵鷹計劃》 / 不分區女孩 － 表演者：小甜、喜餅 《極短劇 - 即刻救援》 / 魚蹦劇場 《Room Service》 / D&D － 表演者：大寶、惡魔 |
| 2015 貳月號（02/06 - 02/08）       | 《年年有魚蹦》               | 西門紅樓二樓劇場   | 《吃甜甜，拜好年》 / 舞力舞WOW － 表演者：耿賢、董軒 《新春賺錢道》 / 不分區女孩 － 表演者：小甜、喜餅 《刮出新視界》 / Fun City － 表演者：惡魔、惟量 《極短劇 - 年節習俗大解密》 / 魚蹦劇場 《一球入魂》 / 魚蹦劇場 《離職風波》 / 舞力舞WOW － 表演者：耿賢、董軒 《羊年行大運》 / D&D － 表演者：大寶、惡魔 《我們的故事，我們的歌》 / Dontion & Cookie 《極短劇 - 真心話大聲說》 / 魚蹦劇場 《醒獅爭霸戰》 / 魚蹦劇場                                    |
| 2015 肆月號（04/10 - 04/12）       | 《國民小學笑》               | 西門紅樓二樓劇場   | 《傳家之寶》 / 舞力舞WOW － 表演者：耿賢、董軒 《重返10歲》 / 不分區女孩 － 表演者：小甜、喜餅 《我的叛逆年代》 / Fun City － 表演者：惡魔、惟量 《家庭訪問》 / 魚蹦劇場 《小鬼當家》 / 魚蹦劇場 《Toy Story》 / D&D － 表演者：大寶、惡魔 《我們的故事，我們的歌》 / Dontion & Cookie 《獨家：魔王的五十道問題》 / 魚蹦劇場 |
| 2015 捌月號（08/18 - 08/23）       | 《魚是我們在一起》           | 西門紅樓二樓劇場   | 《聽說愛情沒來過》 / 舞力舞WOW － 表演者：耿賢、董軒 《熱線你和我》 / Fun City － 表演者：惡魔、惟量 《校園情人夢》 / 不分區女孩 － 表演者：小甜、喜餅 《最完美約會》 / 魚蹦劇場 《說好的幸福》 / 魚蹦劇場 《求婚練習曲》 / D&D － 表演者：大寶、惡魔 《我可能應該不一定會愛你》 / 魚蹦劇場 《愛情好好玩》 / 即興互動喜劇 |
| 2015 拾月號（10/23 - 10/25）       | 《冒險王》                   | 西門紅樓二樓劇場   | 《單身套房日記》 / 舞力舞WOW － 表演者：耿賢、董軒 《我想爆紅年代》 / Fun City － 表演者：惡魔、惟量 《旅行的意義》 / 不分區女孩 － 表演者：小甜、喜餅 《魔髮奇緣》 / 魚蹦劇場 《震撼擂臺》 / 魚蹦劇場 《應酬帷幄》 / 痴漢兄弟 － 表演者：耿賢、董軒 《冒險活寶》 / D&D － 表演者：大寶、惡魔 《不可能任務》 / 魚蹦劇場 |
| 2015 第一號漫才劇（12/24 - 12/27） | 《搞笑大丈夫》               | 西門紅樓二樓劇場   | 創團七年，醞釀好久~ 第一號漫才劇終於誕生 宋少卿 X 魚蹦興業 搞笑到底有多難，劇本又該怎麼寫， 在現實生活的無情挑戰， 劇本難產沒靈感、 演出在即的龐大壓力下， 一群想靠講笑話生活的男人們， 即將展開一段目前為止還在繼續的… 搞笑大丈夫，搞笑歹救補小旅程。 |

### 主題巡演
《新生宿舍》
- 2013/10 魚蹦興業《新生宿舍》
- 2013/11 台中葫蘆墩文化中心《新生宿舍》
- 2013/11 弘光科技大學《新生宿舍》邀演

《超級新人王》
- 2013/05 魚蹦興業《超級新人王》西門紅樓演
- 2013/06 台中市立大墩文化中心《超級新人王》
- 2013/11 台中葫蘆墩文化中心《超級新人王》
- 2013/11 基隆2013東北角藝術節《超級新人王》
- 2014/01 苗北有囍‧笑嘻嘻系列《超級新人王》
- 2014/01 新竹縣文化局演藝廳《超級新人王》
- 2014/01 第四屆高雄正港小劇展《超級新人王》

《魚蹦頻道》
- 2012/07 魚蹦興業《魚蹦頻道》慕哲咖啡館首演
- 2012/08 苗北藝文中心演出《魚蹦頻道》
- 2012/11 第三屆高雄正港小劇展《魚蹦頻道》

《魚蹦中學》
- 2011/09 第四屆台北藝穗節《魚蹦中學》
- 2011/10 台大藝文中心雅頌坊《魚蹦中學》邀演
- 2011/11 高雄正港小劇展《魚蹦中學》
- 2012/05 清華大學《魚蹦中學》邀演
- 2012/10 嘉義見花開劇展《魚蹦中學》

### 直播節目
- 《魚蹦大寶帶你玩》每週一 晚間9點到10點 2016/04-2017/04
- 《魚蹦開房間》    每週二 晚間9點到10點2016/04-2017/04
- 《魚蹦XD三本柱》每周三 晚間9點到10點 2016/04-2017/04

## 爭議
2019年5月，喬瑟夫與前東家地澤臨文化娛樂因合作爭議而上法庭。地澤臨文化娛樂以無故離職控告喬瑟夫違約，並求償新台幣80萬元整，喬瑟夫則表明自己從頭到尾不知道合約內容，多次要求看約也被拒絕，在這期間他一直想配合拍片，卻被公司以「廠商已經解約」拒絕並求償，該案最後以喬瑟夫勝訴免賠告終。

## 相關網站
- 魚蹦興業官方網站
- 魚蹦興業官方粉絲團 （页面存档备份，存于）
- 張惡魔吐槽本鋪
- 夏大寶愛搞笑
- 喬瑟夫Jo式搞笑
- 蘋果日報 - 漫才式表演 除憂解悶 門票秒殺 （页面存档备份，存于）